# Spermacoce gilliesiae
Spermacoce gilliesiae är en måreväxtart som först beskrevs av Raymond Louis Specht, och fick sitt nu gällande namn av J.R.Clarkson. Spermacoce gilliesiae ingår i släktet Spermacoce och familjen måreväxter. Inga underarter finns listade i Catalogue of Life.